# Släkten är bäst
Släkten är bäst är en svensk dramafilm från 1944 i regi av Ragnar Falck. Den är baserad på Theodor Berthels novell Kärlekens lag. I huvudrollerna ses Dagmar Ebbesen, Sigurd Wallén, Eivor Landström och Frank Sundström.

## Handling
Anna och Kurt förälskar sig i varandra. Kurt blir inkallad för att försvara gränsen i norr; när han är borta upptäcker Anna att hon väntar barn. Då kommer beskedet att Kurt har omkommit.

## Om filmen
Filmen spelades in den 24 september – 16 december 1943 i studio i Stockholm samt i Sigtuna, Bergianska trädgården och Råcksta. Den hade premiär den 26 februari 1944 på biograferna Astoria och Plaza i Stockholm och är tillåten från 15 år.
Filmen har visats vid ett flertal tillfällen i SVT, bland annat i september 2019.

## Rollista i urval
- Sigurd Wallén – Johan Ekberg, grosshandlare
- Renée Björling – Ebba Ekberg, hans hustru
- Eivor Landström – Anna Ekberg, deras dotter
- Dagmar Ebbesen – Hulda Malmgren, Annas faster
- Frank Sundström – Kurt Hansson, kandidat
- John Botvid – Blom, allt-i-allo på Ekbergs kontor
- Gunnel Broström – Evy Nilsson
- Lotten Olsson – Tilda, ena systern i sybehörsaffären
- Hilda Borgström – Vilma, andra systern i sybehörsaffären
- Emil Fjellström – Johansson, kusk på Svansta
- Åke Claesson – Hasselman, läkare
- Hilma Barcklind – doktorinna
- Carl Deurell – Berggren
- Carl-Gunnar Wingård – byggmästare
- Einar Axelsson – arkitekt
- Wiktor "Kulörten" Andersson – Anders, rättare på Svansta
- Julia Cæsar – fru Skeppström, Annas pensionatsvärdinna
- Axel Högel – Berglund, portvakt
- Ivar Kåge – major Broman, legationsråd
- Ragnar Widestedt – läkare på sjukhuset
- Svea Holst – sjuksyster
- Tord Stål – lärare på Handelsinstitutet
- Harriett Philipson – studentska
- Hanny Schedin – uppasserska på Kurts pensionat
- Sten Sture Modéen – ung man som kysser Evy
- Signe Lundberg-Settergren – fröken Lundberg, husföreståndarinna på Svansta
- Ingemar Holde – Spett-Ville, dräng på Svansta
- Bengt Berger – "Gunder Hägg", postbud på Svansta
- Uno Larsson – Ko-Pelle, dräng på Svansta
- Gun Adler – expedit på kaféet
- Millan Fjellström – kvinna som Johansson bjuder upp på logdansen
- Annika Tretow – studentska
- Solveig Lagström – studentska
- Marie-Louise Arthur – studentska
- Frenci Uher – studentska
- Brita Borg – studentska
- Birgit Nilsson – studentska
- Ingrid Björk – servitris på hushållsskolans matservering
- Millan Lyxell – stickande kvinna på Kurts pensionat
- Oscar Heurlin – man på pensionatet som hjälper till med den avsvimmade Anna
- Millan Olsson – kund i sybehörsaffären
- Sif Ruud – Lisa, Ekbergs jungfru
- Åke Hylén – pojke på logdansen
- Greta Berthels – Anna (bortklippt i den slutliga filmen)

## Musik i filmen
- Morgonstämning, musik Nils Kyndel, instrumental
- Alla vackra flickors sång, musik Mac Morris, text Sverker Ahde
- Sjungom studentens lyckliga dag, musik prins Gustaf av Sverige och Norge, text Herman Sätherberg